# Rajan
Rajan – wieś położona w południowo-wschodniej części Albanii w gminie Barmash. Wieś znajduje się 132 kilometrów od stolicy państwa, Tirany.